# Швабский сельсовет

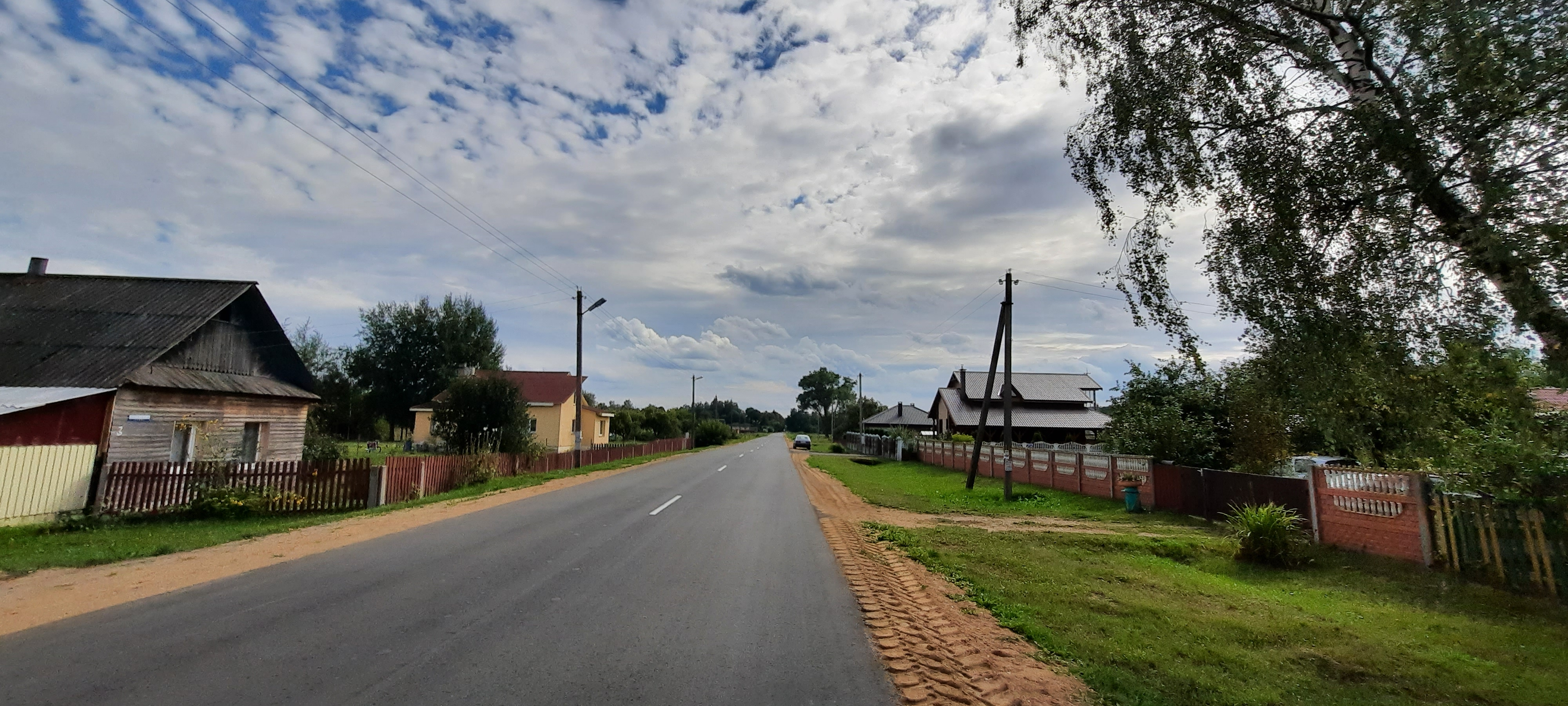
Деревня Швабы

Швабский сельсовет (бел. Шва́бскі сельсаве́т; ранее — Червонношвабовский) — административно-территориальная единица на территории Логойского района Минской области Республики Беларусь. Административный центр — деревня Швабы.

## География
Сельсовет находится в юго-восточной части Логойского района. Расстояние до районного центра — Логойска — 24 километра. Граничит с Каменским, Логойским сельсоветами Логойского района, а также с Зембинским сельсоветом Борисовского района и Усяжским сельсоветом Смолевичского района.

## История
Образован 20 августа 1924 года в составе Зембинского района Борисовского округа БССР. Центр-деревня Швабовка. С 9 июня 1927 года в составе Минского округа. С 22 сентября 1927 года в составе Логойского района. После упразднения окружного раздела 26 июля 1930 года в Логойском районе БССР. С 20 февраля 1938 года в составе Минской области. В 1939 году Швабовка переименована в Чирвоную Швабовку, сельсовет переименован в Чирвоношвабовский сельсовет. 25 июля 1959 года к сельсовету присоединена территория упразднённого Юрковичского сельсовета. 11 декабря 2007 года деревня Чирвоная Швабовка переименована в Швабы. В 2008 году Червонношвабовский сельсовет Логойского района переименован в Швабский сельсовет Логойского района.

## Состав
Швабский сельсовет включает 24 населённых пункта:
- Вербье — деревня.
- Ганевичи — деревня.
- Заберезовка — деревня.
- Заполье — деревня.
- Киселевка — деревня.
- Кроква — деревня.
- Логи — деревня.
- Лядо — деревня.
- Мехеды — деревня.
- Молоди — деревня.
- Морозовка — деревня.
- Мостище — деревня.
- Мурожное — деревня.
- Олешники — деревня.
- Погребище — деревня.
- Рудня — деревня.
- Старый Млын — деревня.
- Таковщина — деревня.
- Углы — деревня.
- Цна — деревня.
- Чеботари — деревня.
- Чемки — деревня.
- Швабы — деревня.
- Юрковичи — деревня.

## Производственная сфера
- Сельскохозяйственное предприятие филиал «Импульс-Агро» ЗАО «Ахека»
- Подсобное хозяйство «Молоди» Минского электротехнического завода им. В. И. Козлова
- Два лесничества: д. Швабы, д. Юрковичи
- База отдыха государственного предприятия "БТЛЦ" Белорусской железной дороги д. Погребище

## Социально-культурная сфера
- ГУО «Юрковичский учебно-педагогический комплекс детский сад-средняя общеобразовательная школа», ГУО «Швабский детский сад Логойского района»
- Швабский ФАП (фельдшерско-акушерский пункт)
- Швабская библиотека